# Rigoberto (película de 1945)
 Rigoberto  es una película en blanco y megro de Argentina dirigida por Luis Mottura sobre el guion de Julio Porter basado en la obra teatral de Armando Moock que se estrenó el 19 de abril de 1945 y que tuvo como protagonistas a Enrique Serrano, Rafael Frontaura, Felisa Mary y Silvana Roth.

## Sinopsis
Dominado por las mujeres de su familia un hombre financia el invento de un amigo.

## Reparto
Colaboraron en la película los siguientes intérpretes:
- Enrique Serrano ... Rigoberto Guzmán
- Rafael Frontaura ...  Gustavo Rodríguez
- Felisa Mary ... Elena (suegra)
- Silvana Roth ... Elena (hija)
- Hugo Pimentel ... Juanito Videla
- Carmen Duval ... Elena (esposa)
- Billy Days ... Carmen
- Warly Ceriani ... Don Manuel
- Liana Moabro ... Tomasa
- Carlos Bellucci
- Iris Portillo ... Lucila

## Comentarios
Calki opinó a propósito de este filme que “Luis Mottura no domina los elementos que forman una realización cinematográfica” y El Heraldo del Cinematografista dijo:

La emotiva comedia dramática de Moock…pierde gran parte de su eficacia por la escasa habilidad del director que no supo imprimir al relato la necesaria agilidad no maneja la cámara con alguna inquietud”